# Nipponacmea fuscoviridis
Nipponacmea fuscoviridis is een slakkensoort uit de familie van de Lottiidae. De wetenschappelijke naam van de soort is voor het eerst geldig gepubliceerd in 1949 door Teramachi.